# Daniel Anthony Cronin

Wappen von Daniel Anthony Cronin

Daniel Anthony Cronin (* 14. November 1927 in Boston) ist römisch-katholischer Alterzbischof von Hartford.

## Leben
Der Kardinalvikar und Pro-Präfekt der Ritenkongregation, Clemente Kardinal Micara, weihte ihn am 18. März 1956 zum Priester des Erzbistums Boston. 
Papst Paul VI. ernannte ihn am 10. Juni 1968 zum Weihbischof in Boston und Titularbischof von Egnatia. Der Erzbischof von Boston, Richard James Kardinal Cushing, spendete ihm am 12. September desselben Jahres die Bischofsweihe; Mitkonsekratoren waren die Weihbischöfe in Boston Jeremiah Francis Minihan und Thomas Joseph Riley. 
Am 30. Oktober 1970 wurde er zum Bischof von Fall River ernannt und am 16. Dezember desselben Jahres in das Amt eingeführt. Am 10. Dezember 1991 wurde er zum Erzbischof von Hartford ernannt und am 28. Januar des nächsten Jahres in das Amt eingeführt. 
Am 20. Oktober 2003 nahm Papst Johannes Paul II. sein altersbedingtes Rücktrittsgesuch an.